# Coccoloba gracilis
Coccoloba gracilis là một loài thực vật có hoa trong họ Rau răm. Loài này được Kunth mô tả khoa học đầu tiên năm 1817.